# 경대수
경대수(慶大秀, 1958년 3월 18일 ~ )은 대한민국의 관료, 정치인이다. 제19·20대 국회의원이다.

## 학력
- 장풍국민학교 졸업
- 청주중학교 졸업
- 경동고등학교 졸업
- 서울대학교 법학과 학사
- 서울대학교 법과대학원 법학석사

## 경력
- 육군 중위 전역(군 법무관)
- 1993년 3월 ~ 1993년 9월 : 대전지방검찰청 공주지청장
- 청주지방검찰청 부장
- 법무부 보호과장
- 서울지방검찰청 조사부장
- 대구지방검찰청 김천지청장
- 대전지방검찰청 차장검사
- 광주지방검찰청 차장검사
- 2004년 6월 ~ 2005년 4월 : 서울중앙지방검찰청 제1,2차장검사
- 2005년 4월 ~ 2006년 2월 : 제주지방검찰청 검사장
- 2006년 2월 ~ 2006년 10월 : 대검찰청 마약조직범죄부장 (검사장)
- 경대수법률사무소 변호사
- 한나라당·새누리당 충청북도당 증평군·진천군·괴산군·음성군 당원협의회 운영위원장
- 한나라당 충청북도당 위원장
- 2012년 4월 11일: 대한민국 제19대 국회의원 선거 당선(충북 증평군·진천군·괴산군·음성군, 새누리당, 초선)
- 새누리당 충청북도당 위원장
- 2016년 4월 13일: 대한민국 제20대 국회의원 선거 당선(충북 증평군·진천군·음성군, 새누리당, 재선)
- 2016년 5월 ~ 2017년 2월: 새누리당 충청북도당 증평군·진천군·음성군 당원협의회 위원장
- 2017년 2월 ~ 2020년 2월: 자유한국당 충청북도당 증평군·진천군·음성군 당원협의회 위원장
- 2020년 2월 ~ 2020년 9월 : 미래통합당 충청북도당 증평군·진천군·음성군 당원협의회 위원장
- 2020년 9월 ~ : 국민의힘 충청북도당 증평군·진천군·음성군 당원협의회 위원장
- 2021년 8월 ~ 2021년 11월 : 윤석열 제20대 대통령 선거 예비후보 국민캠프 지역본부 권역별 선거대책위원회 충청북도 선거대책위원장
- 2022년 1월 ~ 2022년 3월: 국민의힘 충북을 살리는 선거대책위원회 선거대책위원장단 총괄선거대책위원장
- 2021년 12월 ~ 2022년 1월: 국민의힘 살리는 선거대책위원회 직능총괄본부 직능법률지원본부 총괄본부장
- 2022년 7월 ~ 2023년 7월: 국민의힘 충청북도당 위원장
- 2023년 2월 ~ 2023년 4월: 국민의힘 충청북도당 4·5 재보궐 선거 공천관리위원회 위원장
- 2024년 3월~2024년 4월: 제22대 국회의원선거 국민의힘 충청북도당 선거대책위원회 상임선거대책위원장

## 의정 활동
- 2012년 5월 30일 ~ 2016년 5월 29일 : 제19대 국회의원 (충북 증평군·진천군·괴산군·음성군, 새누리당, 초선)
- 2012년 7월 ~ 2014년 5월 : 제19대 국회 전반기 윤리특별위원회 위원
- 2012년 7월 : 제19대 국회 예산결산특별위원회 위원
- 2013년 3월 ~ 2016년 5월 : 제19대 국회 전 ~ 후반기 농림축산식품해양수산위원회 위원
- 2012년 6월 ~ 2015년 7월 : 새누리당 중앙윤리위원회 위원장
- 2015년 7월 ~ 2016년 7월 : 새누리당 충북도당 위원장
- 2016년 5월 30일 ~ 2020년 5월 29일 : 제20대 국회의원 (충북 증평군·진천군·음성군, 새누리당→자유한국당→미래통합당, 재선)
- 2016년 6월 ~ 2018년 5월 : 제20대 국회 전반기 국방위원회 간사
- 2016년 7월 ~ 2017년 2월 : 새누리당 정책위원회 부의장
- 2016년 9월 ~ 2017년 2월 : 새누리당 인권위원회 위원장
- 2017년 2월 ~ 2018년 12월 : 자유한국당 정책위원회 부의장
- 2017년 2월 : 자유한국당 인권위원회 위원장
- 2017년 6월 ~ 2018년 5월 : 제20대 국회 전반기 예산결산특별위원회 위원
- 2017년 9월 ~ 2018년 6월 : 자유한국당 북핵위기대응특별위원회 위원
- 2017년 10월 : 자유한국당 정치보복대책특별위원회 부위원장
- 2018년 7월 ~ 2020년 5월 : 제20대 국회 후반기 농림축산식품해양수산위원회 간사
- 2018년 12월 : 자유한국당 충청북도당 증평군·진천군·음성군 당협위원회 위원장
- 2018년 12월 : 자유한국당 정책조정위원회 제5정조정위원회(국토·농해수) 위원장
- 2019년 9월 : 자유한국당 아프리카 돼지열병 대책 마련을 위한 태스크포스 공동위원장
- 2020년 1월 ~ 2020년 2월 : 자유한국당 2020 총선 공약개발단 5정책조정위원회 국토·농해수 공약 총괄 공동팀장

## 논란

### 아들 병역면제 논란
이낙연 국무총리 후보 청문회에서 이낙연 후보의 불성실한 자료제출을 지적하며 "아들의 어깨 탈골 CT ·MRI사진과 건강보험심의위원회 핵심 자료, 위장전입과 관련 아들의 주민등록 등본 초본, 부동산 취득과 관련 실거래 내역 및 가격 자료, 경찰청 과태료 현황, 선거법 위반과 관련한 자료, 배우자의 그림 판매 실적 자료 등을 이날 정오까지 제출해 달라"고 요구하며 "역대 국무총리 후보자가 개인정보보호를 이유로 자료 제출을 거부한 적이 없다"고 말했다. 그러나 '몸이 아프다'며 병역면제 판정을 받은 국회의원 아들 중 경대수 의원의 장남도 포함된 것으로 알려져 논란이 되었다. 경대수의원의 장남 군 면제 사유는 질병으로 질병사유는 미공개로 되어있었다. 이로 인하여 본인 아들 병역문제부터 해명하라는 여론의 비난을 받자 아들의 병역문제는 간질이라고 해명하고 "해당 질병을 공개하지 않은 이유는 간질에 대한 사회적 인식으로 인해서였다"며 "아들이 다른 사회인과 똑같이 살아가길 원했다"고 설명했다.

## 역대 선거 결과
|  | 29.64% |

|  | 53.66% |

|  | 45.07% |

|  | 47.83% |

|  | 46.04% |

## 같이 보기
- 증평군·진천군·괴산군·음성군
- 증평군의 국회의원
- 진천군의 국회의원
- 괴산군의 국회의원
- 음성군의 국회의원
- 증평군·진천군·음성군